# Zádub-Závišín
Zádub-Závišín (deutsch Hohendorf-Abaschin) ist eine Gemeinde im Okres Cheb, Tschechien. Sie besteht aus den Ortsteilen und Katastralbezirken Milhostov (Müllestau oder Millestau), Zádub (Hohendorf) und Závišín (Abaschin).

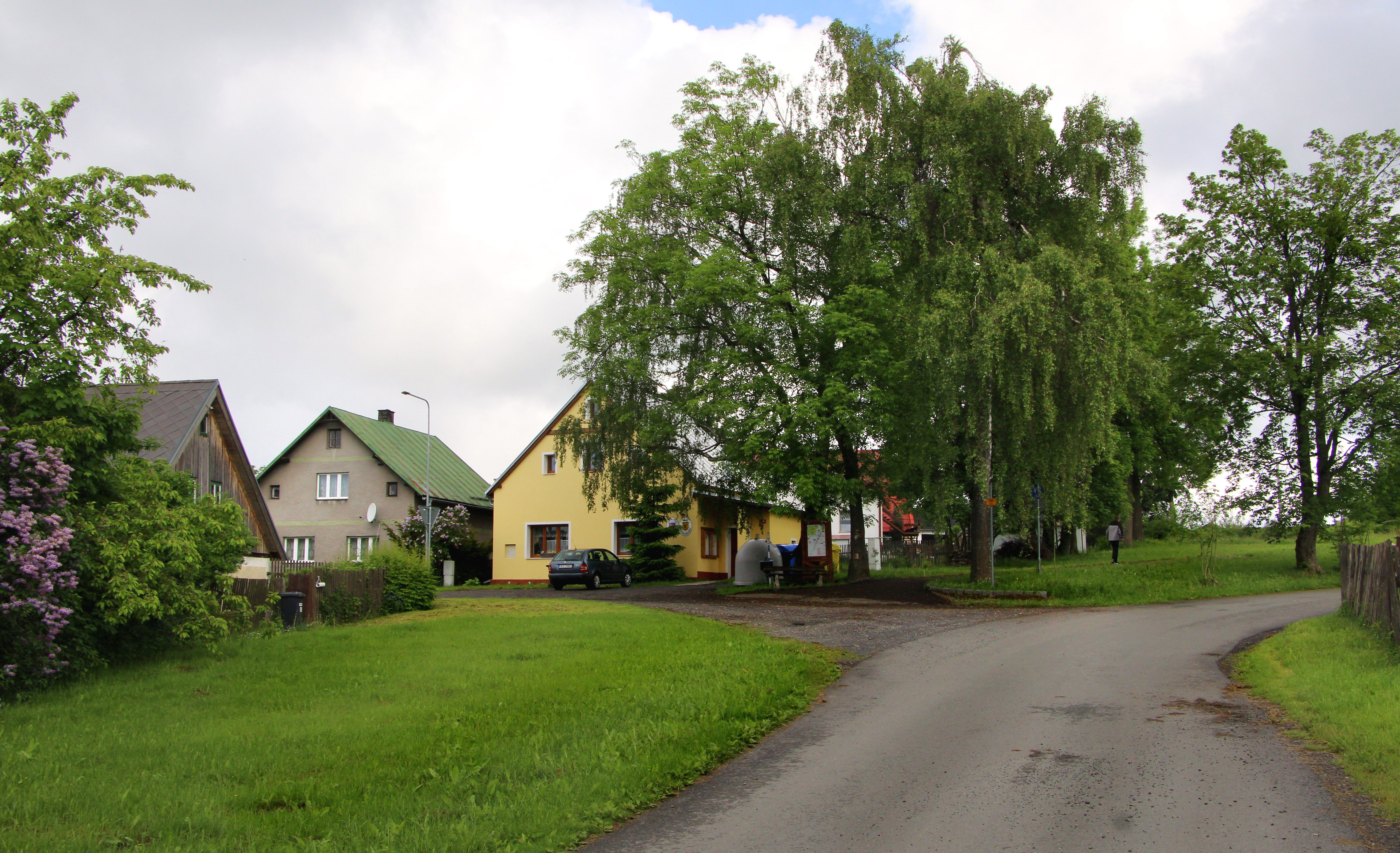
Der Dorfplatz

## Geschichte
Die erste Erwähnung des Dorfnamens geht auf das Jahr 1273 zurück. Damals hieß das Dorf Zaduba. Der deutsche Namen Hohendorf ist hingegen jüngerer Herkunft. So war der Dorfname bis ins 15. Jahrhundert durchgehend slawischer Herkunft, während der deutscher hier erst 1530 eingeführt wurde. Zádub und Závišín waren bis zum 19. November 1881 gemeinsam in einer Gemeinde vereint, aus der sich Hohendorf als einzelnes Dorf herauslöste.
Hohendorf und Abaschin gehörten ab 1850 zum Gerichtsbezirk Tepl und wurden 1888 dem Gerichtsbezirk Marienbad zugeschlagen.
Die Einwohnerzahl stand in der Vergangenheit oft in Verbindung mit der des benachbarten Marienbads.
| Jahr      | 1880 | 1930 | 1950 | 1992 |
| --------- | ---- | ---- | ---- | ---- |
| Einwohner | 300  | 544  | 280  | 131  |

## Grünflächen und Naherholung
- Naturreservat Heiße Quellen (přírodní rezervace Prameniště Teplé)